# Saison 2010 des Cubs de Chicago
La Saison 2010 des Cubs de Chicago est la 135e saison en ligue majeure pour cette franchise.

## Intersaison

### Arrivées
- Le lanceur de relève Jeff Gray, qui évoluait jusque-là chez les Athletics d'Oakland, rejoint les Cubs le 3 décembre à la suite d'un échange contre les joueurs de champ intérieur Jake Fox et Aaron Miles[1].
- A la draft de la Rule 5 du 10 décembre, les Cubs récupèrent le lanceur partant Mike Parisi qui évolua chez les Cardinals de Saint-Louis en 2008.
- Le lanceur partant Carlos Silva rejoint les Cubs le 18 décembre. En provenance des Mariners de Seattle, il est échangé contre le joueur de champ extérieur Milton Bradley[2].
- Le voltigeur Marlon Byrd (ex-Rangers du Texas), signe un contrat de trois ans chez les Cubs le 31 décembre[3].
- Le voltigeur Xavier Nady, en provenance des Yankees de New York, signe un contrat d'un an à la fin janvier[4].
- L'ex-premier but des Blue Jays de Toronto, Kevin Millar, signe un contrat des ligues mineures en février[5].

### Départs
- Le lanceur de relève Aaron Heilman est échangé le 19 novembre aux Diamondbacks de l'Arizona en retour de jeunes joueurs : Scott Maine et Ryne White[6].
- Les joueurs de champ intérieur Jake Fox et Aaron Miles sont échangés le 3 décembre aux Athletics d'Oakland contre le lanceur de relève Jeff Gray et deux jeunes joueurs[7].
- Devenu agent libre, le lanceur partant Rich Harden signe chez les Rangers du Texas le 10 décembre[8].
- Le joueur de champ extérieur Milton Bradley est échangé aux Mariners de Seattle contre Carlos Silva et six millions de dollars[9].
- Le lanceur de relève Kevin Gregg et le voltigeur Reed Johnson deviennent agents libres. Gregg signe avec les Blue Jays de Toronto le 5 février[10] et Johnson avec les Dodgers de Los Angeles le 1er février[11].

### Prolongations de contrats
- x

### Ligue des cactus
35 rencontres de préparation sont programmées du 4 mars au 3 avril à l'occasion de cet entraînement de printemps 2010 des Cubs.
Avec 18 victoires et 12 défaites, les Cubs terminent 4e de la Ligue des cactus et enregistrent la 3e performance des clubs de la Ligue nationale.

## Saison régulière

### Classement
| Ligue nationale (Division Centrale) | V  | D   | %    | GB |
| ----------------------------------- | -- | --- | ---- | -- |
| Reds de Cincinnati                  | 91 | 71  | .562 | -  |
| Cardinals de Saint-Louis            | 86 | 76  | .531 | 5  |
| Brewers de Milwaukee                | 77 | 85  | .475 | 14 |
| Astros de Houston                   | 76 | 86  | .469 | 15 |
| Cubs de Chicago                     | 75 | 87  | .463 | 16 |
| Pirates de Pittsburgh               | 57 | 105 | .352 | 34 |

### Résultats
| Légende           | Légende          | Légende       |
| victoire des Cubs | défaite des Cubs | match reporté |
| ----------------- | ---------------- | ------------- |

#### Juillet
- Le 31 juillet, les Cubs échangent le joueur d'arrêt-court Ryan Theriot et le vétéran lanceur gaucher Ted Lilly aux Dodgers de Los Angeles en retour du deuxième but Blake DeWitt et des lanceurs droitiers Kyle Smit et Brett Wallach[13].

#### Août
- Le 11 août, le deuxième but Mike Fontenot est transféré aux Giants de San Francisco contre le voltigeur des ligues mineures Evan Crawford[14].
- Le 22 août, Lou Piniella annonce qu'il prend sa retraite après le match du jour même. Le gérant est remplacé sur une base intérimaire par Mike Quade, qui entre en fonctions le 23 août[15].